# أحمد بلخيري
أحمد بلخيري هو كاتب وناقد وباحث مسرحي مغربي.

## سيرة ذاتية
ولد أحمد بلخيري بالجرف إقليم الرشيدية في الأول من يناير 1960م، وتخرج من كلية الآداب والعلوم الإنسانية بجامعة سيدي محمد بن عبد الله في ظهر المهراز بفاس عام 1983م، وحصل على دبلوم كلية علوم التربية بالرباط سنة 1984م، ودبلوم الدراسات العليا سنة 1996م.

## المؤلفات
كتب العديد من الكتب تتعلق كلها بالبحث المسرحي، من بينها:
- «معجم المصطلحات المسرحية»، عن مطبعة سندي في مكناس بالمغرب عام 1997م.
- «المصطلح المسرحي عند العرب»، عن البوكيلي للطباعة في القنيطرة بالمغرب عام 1999م.
- «دراسات في المسرح»، عن مطبعة فضالة في المحمدية بالمغرب عام2001م.
- «الوجه والقناع في المسرح»، عن البوكيلي للطباعة في القنيطرة بالمغرب عام 2003م.
- «نحو تحليل دراماتورجي»، عن مطبعة رانو في الدار البيضاء بالمغرب عام 2004م.
- «معجم المصطلحات المسرحية»، عن دار النجاح الجديدة في الدار البيضاء بالمغرب عام 2006م.
- «سيميائيات المسرح»، عن مطبعة النجاح عام 2010م.[5]

كما قام بكتابة العديد من المقالات والدراسات.

## روابط خارجية
- أحمد بلخيري على موقع أرشيف الشارخ